# ديكستر بيتر
ديكستر بيتر (بالإنجليزية: Dexter Peter)‏ هو لاعب كرة قدم بريطاني، ولد في 9 يناير 1996 في Redbridge, London ‏ في المملكة المتحدة. لعب مع نادي ميلوول.

## وصلات خارجية
- ديكستر بيتر على موقع قاعدة بيانات كرة القدم.إي يو (الإنجليزية)
- ديكستر بيتر على موقع Soccerbase.com (لاعب) (الإنجليزية)
- ديكستر بيتر على موقع Soccerway.com (الإنجليزية)